# FC Rouen
FC Rouen er en fransk fodboldklub fra byen Rouen. Klubben blev grundlagt i 1899 og har hjemmebane på Stade Robert Diochon.
Klubben spiller for øjeblikket i Championnat National, den franske 3. Division, men har tidligere tilbragt 19 sæsoner i Ligue 1 og 36 i Ligue 2. I sæsonen 1969-70 nåede de endog europæisk turneringsniveau, men blev slået ud af den (nu nedlagte) Inter-Cities Fairs Cup af Arsenal F.C. i 3. runde.